# Коронавірусна хвороба 2019 у Японії
Коронаві́русна хворо́ба 2019 у Японії — розповсюдження світової пандемії коронавірусу 2019 (COVID-19) територією Японії. Перший підтверджений випадок на території Японії було виявлено 16 січня 2020 у префектурі Канаґава. Станом на 2 квітня 2020 в Японії офіційно було виявлено 2,736 підтверджених випадків, з них 424 одужавших, 71 летальних.

## Перебіг подій

### 2020

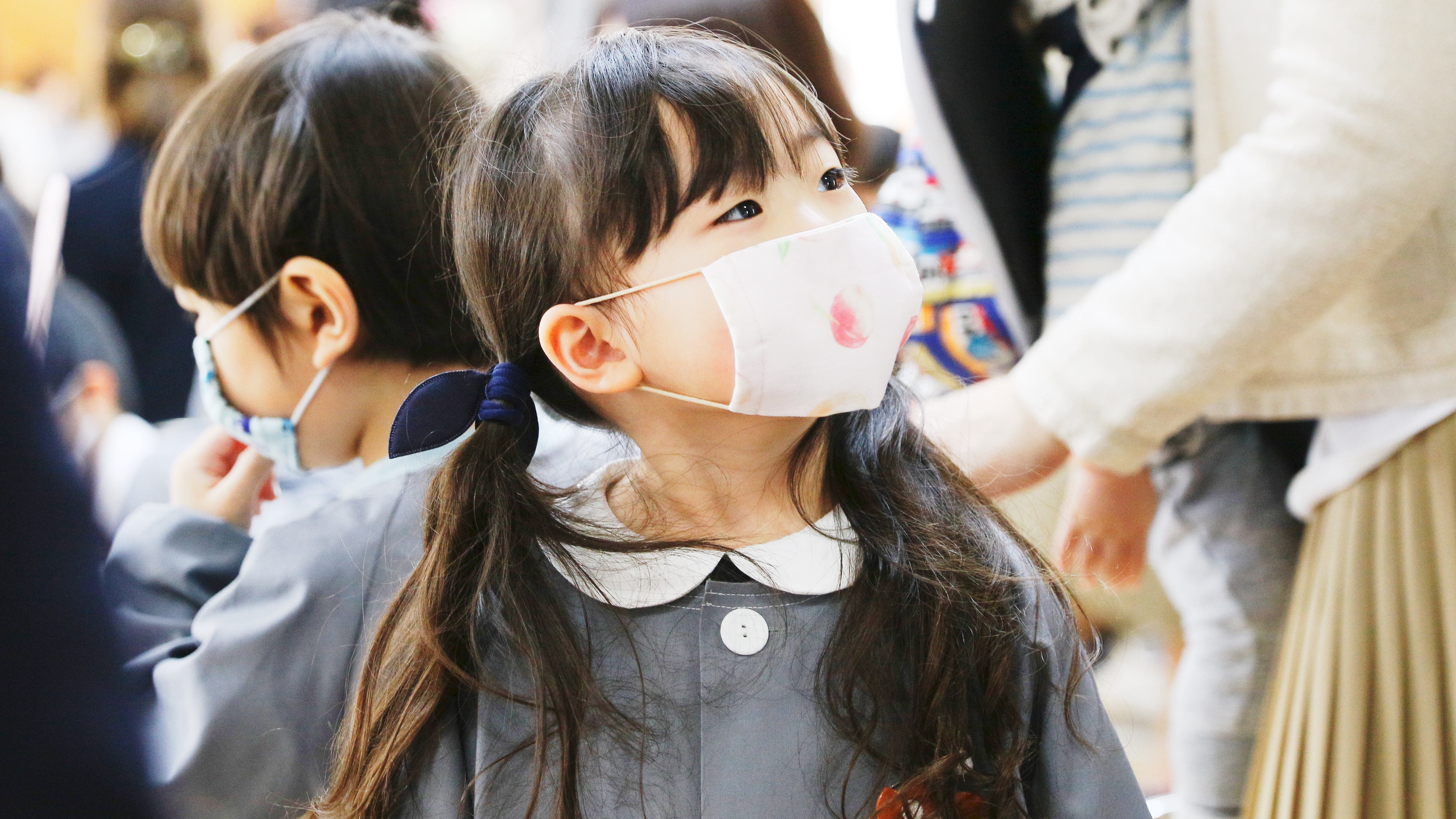
Діти у дитсадочку носять полотняні маски

Із 7 квітня в Японії оголосили надзвичайний стан. Надзвичайну ситуацію оголошено з 8 квітня у семи префектурах Японії терміном на місяць.
3 травня уряд країни продовжив режим НС щонайменше до 31 травня.
25 грудня в країні виявлено новий штам коронавірусу з Великої Британії.
26 грудня Японія закрила кордони щонайменше до кінця січня.

### 2021-2023
7 травня петиція проти Олімпійських ігор в Японії зібрала майже 200 тисяч необхідних підписів.
8 травня у Японії вперше з січня протягом доби було виявлено більше 7 тисяч хворих.
14 червня в Японії заявили про виявлення проблем із серцем у чоловіків після вакцинації препаратом Pfizer. 20 червня в Токіо було пом'якшено карантин, ресторанам було дозволено продавати алкоголь.
27 серпня режим надзвичайного стану було поширено на префектури Хоккайдо, Міягі, Гіфу, Аїті, Міє, Сига, Окаяма і Хіросіма. Протягом серпня-вересня, після щеплення зіспованою партією вакцини Moderna в країні було зафіксовано щонаменше три летальних випадки.
2 вересня в Японії було зафіксувано перші випадки зараження штамом «Мю». 1 жовтня в частині префектур було скасовано дію надзвичайної ситуації.
8 травня 2023 року Японія почала знижувати правовий статус коронавірусу до тієї ж групи, що й сезонний грип.

## Дані
Усі випадки інфікування
Кількість нових випадків на день
Летальні випадки
Кількість померлих на день
Кількість хворих
Інфіковані по регіонах